# Bianca Bellová
Bianca Bellová est une écrivaine tchèque née le 20 février 1970 à Prague.
Ses premiers ouvrages sont publiés à la fin des années 2000 et elle devient connue du grand public en 2016 avec la sortie de son roman Jezero. Cet ouvrage remporte le prix de littérature de l'Union européenne ainsi que le Magnesia Litera (en), principal prix littéraire tchèque. 
Les droits de cet ouvrage ont été vendus dans plus d'une vingtaine de pays. Il a été publié en français sous le titre Nami par Mirobole Éditions en 2018.